# Трифил
Трифил је личност из грчке митологије.

## Митологија
Према Паусанији, био је син Аркада и Лаодамије. Био је Ерасов отац. Веровало се да је по њему Трифилија, део Елиде, добила назив. Када је Паусанија описивао Делфе, поменуо је и статуу овог јунака, а коју су, међу осталима, поставили становници Тегеје.